# Saskatoon Meewasin (circonscription saskatchewanaise)
Pour les articles homonymes, voir Saskatoon (homonymie) et Meewasin.
Circonscription électorale provinciale du Canada
Saskatoon Meewasin (auparavant Saskatoon Mayfair (1967-1991) et ensuite Saskatoon River Heights (1991-1995)) est une circonscription électorale provinciale de la Saskatchewan au Canada. Elle est représentée à l'Assemblée législative de la Saskatchewan depuis 1967.

## Géographie
La circonscription comporte les quartiers de River Heights (en), Richmond Heights (en), City Park (en), North Park (en) et Kelsey-Woodlawn (en) de la ville de Saskatoon.

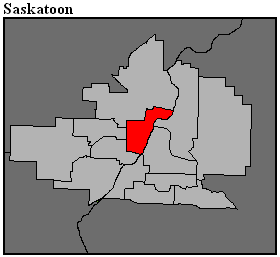
Frontière de la circonscription en 2016.
Frontière de la circonscription en 2022.

## Liste des députés
| Parlement               | Années            | Député              | Député                  | Parti                     |
| Saskatoon Mayfair       | Saskatoon Mayfair | Saskatoon Mayfair   | Saskatoon Mayfair       | Saskatoon Mayfair         |
| ----------------------- | ----------------- | ------------------- | ----------------------- | ------------------------- |
| 16e                     | 1967–1971         |                     | John Edward Brockelbank | Néo-démocrate             |
| 17e                     | 1971–1975         |                     | John Edward Brockelbank | Néo-démocrate             |
| 18e                     | 1975–1978         | Beverly Dyck        |                         | Néo-démocrate             |
| 19e                     | 1978–1982         | Beverly Dyck        |                         | Néo-démocrate             |
| 20e                     | 1982–1986         |                     | Cal Glauser             | Progressiste-Conservateur |
| 21e                     | 1986–1991         | Ray Meiklejohn      |                         | Progressiste-Conservateur |
| Saskatoon River Heights |                   |                     |                         |                           |
| 22e                     | 1991–1995         |                     | Carol Teichrob          | Néo-démocrate             |
| Saskatoon Meewasin      |                   |                     |                         |                           |
| 23e                     | 1995–1999         |                     | Carol Teichrob          | Néo-démocrate             |
| 24e                     | 1999–2003         | Carolyn Jones       |                         | Néo-démocrate             |
| 25e                     | 2003–2007         | Frank Quennell      |                         | Néo-démocrate             |
| 26e                     | 2007–2011         | Frank Quennell      |                         | Néo-démocrate             |
| 27e                     | 2011–2016         |                     | Roger Parent            | Saskatchewanais           |
| 28e                     | 2016–2016         |                     | Roger Parent            | Saskatchewanais           |
| 28e                     | 2017-2020         |                     | Ryan Meili              | Néo-démocrate             |
| 29e                     | 2020–2022         |                     | Ryan Meili              | Néo-démocrate             |
| 29e                     | 2022–2024         | Nathaniel Teed (en) |                         | Néo-démocrate             |
| 30e                     | 2024–en cours     | Nathaniel Teed (en) |                         | Néo-démocrate             |